# Kate Jackson
Catherine Elise Jackson, detta Kate (Birmingham, 29 ottobre 1948), è un'attrice statunitense.
È conosciuta soprattutto per il ruolo di Sabrina Duncan nella serie televisiva Charlie's Angels e quello della Signora King nel telefilm Top Secret.

## Biografia
Kate Jackson sin da piccola ha sempre praticato arti marziali, più precisamente Karate di cui è cintura nera. Ha frequentato l'Università del Mississippi. Trasferitasi in California nel 1970, interpreta per un anno il ruolo di Daphne Harridge nella soap opera Dark Shadows e, dal 1972 al 1976, il ruolo di Jill Danko nella serie televisiva A tutte le auto della polizia. Dal 1976 al 1979 interpreta Sabrina Duncan in Charlie's Angels; è considerata la migliore attrice tra le tre protagoniste originali della serie. Per le sue qualità recitative le viene offerta la parte di Joanna (poi andato a Meryl Streep) in Kramer contro Kramer, ruolo che deve rifiutare a causa del suo contratto ancora in essere per Charlie's Angels: questo la spingerà a lasciare la serie televisiva che le ha dato il successo, due stagioni prima della sua sospensione definitiva.
Nel 1982, recita nel film Making Love accanto a Michael Ontkean e Harry Hamlin, film in cui affronta l'argomento dell'omosessualità. Dal 1983 al 1987, recita accanto a Bruce Boxleitner nella serie TV Top Secret, in cui una mamma e casalinga diventa agente della CIA. Dopo Top secret, è la protagonista della serie brillante Baby Boom, tratta dall'omonimo film con Diane Keaton, ma la produzione dura solo un anno. Nel 1989, interpreta la madre di Patrick Dempsey nel film Seduttore a domicilio. In seguito, appare in vari film e fiction per la televisione, tra i quali La morte nera (1992), Sabrina, vita da strega, Squadra emergenza e Criminal Minds.

## Vita privata
Negli anni settanta ha convissuto con l'attore Edward Albert. Sono seguite brevi relazioni con gli attori Dirk Benedict, Nick Nolte e Warren Beatty. Nel 1978 ha sposato Andrew Stevens, figlio dell'attrice Stella Stevens. La coppia ha divorziato nel 1981. L'anno dopo Kate Jackson ha sposato il produttore David Greenwald, ma nel 1984 i due hanno divorziato. Nel 1991 Kate Jackson si è unita per la terza volta in matrimonio, con Tom Hart. Nel 1993 è stato annunciato il loro divorzio.
Nel 1995 l'attrice ha adottato un bambino, da single. Nel 2010 ha ammesso i suoi problemi economici, avendo dichiarato bancarotta e fatto causa al suo manager , e più tardi ha raggiunto un accordo non divulgato con lui nel dicembre dello stesso anno.

## Filmografia

### Cinema
- La casa delle ombre maledette (Night of Dark Shadows), regia di Dan Curtis (1971)
- Limbo, regia di Mark Robson (1972)
- Inferno in Florida (Thunder and Lightning), regia di Corey Allen (1977)
- Diabolico imbroglio (Dirty Trick), regia di Alvin Rakoff (1981)
- Making Love, regia di Arthur Hiller (1982)
- Seduttore a domicilio (Loverboy), regia di John Micklin Silver (1989)
- Errore di giudizio (Error in Judgment), regia di Scott P. Levy (1999)
- Larceny, regia di Irving Schwartz (2004)

### Televisione
- Dark Shadows – soap opera, 70 episodi (1970-1971)
- Jimmy Stewart Show (The Jimmy Stewart Show) – serie TV, 2 episodi (1971)
- The New Healers, regia di Bernard L. Kowalski – film TV (1972)
- Bonanza - serie TV, episodio 13x26 (1972)
- Movin' On, regia di E.W. Swackhamer – film TV (1972)
- A tutte le auto della polizia (The Rookies) – serie TV, 92 episodi (1972-1976)
- Satan's School for Girls, regia di David Lowell Rich – film TV (1973)
- Killer Bees, regia di Curtis Harrington – film TV (1974)
- Death Cruise, regia di Ralph Senensky – film TV (1974)
- Death Scream, regia di Richard T. Heffron – film TV (1975)
- Death at Love House, regia di E.W. Swackhamer – film TV (1976)
- Charlie's Angels – serie TV, 69 episodi (1976-1979)
- James – serie TV, 1 episodio (1977)
- The San Pedro Beach Bums – serie TV, 1 episodio (1977)
- Topper, regia di Charles S. Dubin – film TV (1979)
- Una storia d'amore (A Love Story), regia di Guy Green – film TV (1981)
- Un amore sotto accusa (Thin Ice), regia di Paul Aaron – film TV (1981)
- Ritrovarsi (Listen to Your Heart), regia di Don Taylor – film TV (1983)
- Top Secret (Scarecrow and Mrs. King) – serie TV, 89 episodi (1983-1987)
- Baby Boom – serie TV, 13 episodi (1988-1989)
- Tornato per uccidere (The Stranger Within), regia di Tom Holland – film TV (1990)
- The Boys of Twilight – serie TV, 1 episodio (1992)
- La morte nera (Quiet Killer), regia di Sheldon Larry – film TV (1992)
- Il nemico in casa (Homewrecker), regia di Fred Walton – film TV (1992)
- Con l'acqua alla gola (Adrift), regia di Christian Duguay – film TV (1993)
- Madre a tutti i costi (Empty Cradle), regia di Paul Schneider – film TV (1993)
- Arly Hanks, regia di Arlene Sanford – film TV (1993)
- Il piccolo giustiziere (Armed and Innocent), regia di Jack Bender – film TV (1994)
- Un'amara verità (Justice in a Small Town), regia di Jan Egleson – film TV (1994)
- Il silenzio del tradimento (The Silence of Adultery), regia di Steven Hilliard Stern – film TV (1995)
- Morte sottozero (The Cold Heart of a Killer), regia di Paul Schneider – film TV (1996)
- Per il bene di un bambino (A Kidnapping in the Family), regia di Colin Bucksey – film TV (1996)
- Volo 747 - Panico a bordo (Panic in the Skies!), regia di Paul Ziller – film TV (1996)
- Una via senza ritorno (What Happened to Bobby Earl?), regia di Bradley Wigor – film TV (1997)
- Ally McBeal – serie TV, episodio 1x03 (1997)
- Dead Man's Gun – serie TV, 1 episodio (1997)
- Il dolce inganno (Sweet Deception), regia di Timothy Bond – film TV (1998)
- Twice in a Lifetime – serie TV, 1 episodio (1999)
- Chicken Soup for the Soul – serie TV, 1 episodio (2000)
- Scuola diabolica per ragazze (Satan's School for Girls), regia di Christopher Leitch – film TV (2000)
- La testimonianza di una madre (A Mother's Testimony), regia di Julian Chojnacki – film TV (2001)
- Sabrina, vita da strega (Sabrina, the Teenage Witch) – serie TV, episodio 7x09 (2002)
- I cani dei miracoli (Miracle Dogs), regia di Craig Clyde – film TV (2003)
- Squadra emergenza (Third Watch) – serie TV, episodi 5x20-5x21 (2004)
- Omicidio perfetto (The Perfect Suspect), regia di David Winkler – film TV (2006)
- Criminal Minds – serie TV, 1 episodio (2007)

### Doppiaggio
- Batman of the Future (Batman Beyond) – serie TV, 1 episodio (1999)
- The Zeta Project – serie TV, 1 episodio (2002)
- I Griffin (Family Guy) – serie TV, 1 episodio (2006)

## Doppiatrici italiane
Nelle versioni in italiano delle opere in cui ha recitato, Kate Jackson è stata doppiata da:
- Anna Rita Pasanisi in Charlie's Angels, Top secret, Il piccolo giustiziere, Il dolce inganno
- Manuela Andrei in Baby Boom, Madre a tutti i costi
- Adele Pellegatta in Tornato per uccidere, Ally McBeal
- Melina Martello in La casa delle ombre maledette
- Simona Izzo in Making Love
- Stefanella Marrama in Seduttore a domicilio
- Stefania Giacarelli in La morte nera
- Roberta Greganti in Con l'acqua alla gola
- Fabrizia Castagnoli in Scuola diabolica per ragazze
- Alessandra Korompay in Sabrina, vita da strega
- Anna Cesareni in I cani dei miracoli
- Cinzia De Carolis in Criminal Minds